# Barbed Wire Kisses
Barbed Wire Kisses (B-Sides and More) é uma compilação de singles, b-sides e faixas raras da banda de rock alternativo escocesa The Jesus and Mary Chain, lançada em 1988 pela gravadora Blanco y Negro.

## Faixas
1. "Kill Surf City" – 3:09
2. "Head" – 3:48
3. "Rider" – 2:10
4. "Hit" – 3:26
5. "Don't Ever Change" – 3:30
6. "Just Out of Reach" – 3:04
7. "Happy Place" – 2:22
8. "Psycho Candy" – 2:52
9. "Sidewalking" – 3:32
10. "Who Do You Love?" – 4:03
11. "Surfin' USA" – 2:57
12. "Everything's Alright When You're Down" – 2:37
13. "Upside Down" – 2:57
14. "Taste of Cindy (acústico)" – 1:58
15. "Swing" – 2:23
16. "On the Wall (demo)" – 4:46
17. "Cracked" – 3:43
18. "Here It Comes Again" – 2:31
19. "Mushroom (ao vivo, 1986)" – 3:16
20. "Bo Diddley Is Jesus" – 3:16

## Posição nas paradas musicais
| Parada (1988–1990)                  | Melhor posição |
| ----------------------------------- | -------------- |
| Austrália (ARIA)                    | 97             |
| Europa (Music & Media)              | 37             |
| Finlândia (Suomen virallinen lista) | 38             |
| Nova Zelândia (RMNZ)                | 29             |
| Reino Unido (Official Albums Chart) | 9              |
| Estados Unidos (Billboard 200)      | 192            |

## Certificações
| Região                                              | Certificação | Vendas   |
| --------------------------------------------------- | ------------ | -------- |
| Reino Unido (BPI)                                   | Ouro         | 100,000^ |
| ^números de vendas baseados somente na certificação |              |          |